# آبشار آلامر
آبشار آلامر (به انگلیسی: Alamere Falls) آبشاری است که در شهرستان مارین، ایالات متحده آمریکا واقع شده و ارتفاع کلی ریزشگاه آن ۱۲ متر است.